# 梅衡山
梅衡山（1929年—1951年6月17日），男，台南州嘉義郡嘉義街人，中國共產黨黨員，1949年9月由許江新吸收加入省工委台南市工委會，發展長榮中學支部，光明報事件後全省大搜捕，台南市工委會遭破獲，於1951年6月17日槍決於台北水源地刑場。
2013年列名北京西山無名英雄廣場，紀念在台灣被處決的「隱避戰線烈士」。

## 生平

### 加入省工委
梅衡山，嘉義市人，其父梅獅為嘉義市梅村醫院院長，為嘉義地方知名人士，曾任臺南州嘉義市會議員、臺灣地方自治聯盟評議員和皇民奉公會嘉義支會奉公委員等職務，梅獅有五子以五嶽為名，長子梅華山、梅衡山為次子。
1947年二二八事件爆發，許多知識份子對國民政府失望思想左傾，同年，何川畢業於台南工業職業學校，在台北大同中學擔任教員，居住宿舍期間認識蔡瑞欽、郭琇琮、吳思漢，1947年5月經由郭琇琮介紹加入中國共產黨，由於郭琇琮、李媽兜都是省工委早期成員，1946年底，李媽兜就與陳文山(即何川)、陳福星籌組台南市工委會，1947年何川返回台南任職台南工業職業學校，在李媽兜領導下，擔任台南市工委會重要幹部，從台南工業職業學校發展組織到台南工學院內部，呂丁南與許江新為活躍的積極分子，1949年9月梅衡山由許江新吸收加入共產黨。

### 身死馬場町
梅衡山加入台南市工委會後，陸續介紹施秋霖、龔德安加入，成立長榮中學支部擔任支部書記，受何川領導，1949年8月光明報事件爆發後，省工委最高領導人蔡孝乾變節，全省大搜捕，1950年8月，情治單位循線逮捕何阿水，不久何川、梅衡山等人陸續遭到逮捕。
韓戰爆發之後，情勢急轉直下，在軍法處的省工委要角自知由於案情嚴重可能遭重判，以「吃麵包」為暗號蘊釀越獄，1951年2月6日，何秀吉、邱焜棋、梅衡山、施教爐等人在軍法處趁機打開牢門持酒瓶攻擊獄警，參與的成員包含台南案、桃園案、李凱南等人，陳英泰稱其為軍法處「吃麵包計畫」，越獄失敗後所有參與成員除施志聰、陳溪加重徒刑外其餘都遭判處死刑，連帶加速台南案的判決，梅衡山因發展兩人以上組織，且居於組織支部領導地位，而成為案首之一。
1951年6月6日梅衡山遭判處死刑，同年6月17日梅衡山與同案鄭海樹、何秀吉(堂哥)、何川 、何阿水、黃武宗與台南工學院案唐朝雲、軒轅國權、曾錦堂、邱焜棋共十人槍決於水源地刑場。
由於梅衡山繼承父親許多土地，達十多甲之多，判決書要求沒收其財產，梅家提出上訴，因梅衡山生前同意移轉土地給兩位姊姊作為嫁妝而准予歸還外，最後還是有多達五甲土地沒入國庫。

### 平反
2018年10月5日，促進轉型正義委員會促轉三字第1075300110B號函文，正式撤銷受難者林慶雲君等1270人之刑事有罪判決暨其刑，其中(40)安潔字第 1187 號，有關梅衡山共同意圖以非法之方法顛覆政府而著手實行之有罪判決暨其刑及沒收之宣告正式撤銷。

## 紀念
2013年10月 北京西山國家森林公園的無名英雄廣場上立有無名英雄紀念碑，為紀念來台灣在1950年代被處決「隱避戰線烈士」而設立，梅衡山銘刻於紀念碑上，為中共國家安全部追認之中華人民共和國烈士。